# Ambillou-Château
Ambillou-Château est une ancienne commune française située dans le département de Maine-et-Loire, en région Pays de la Loire, devenue le 1er janvier 2016, une commune déléguée de la commune nouvelle de Tuffalun.

## Géographie

### Localisation
Commune angevine du Saumurois, Ambillou-Château se situe au sud-est de Noyant-la-Plaine, sur la route D 761 qui va de Noyant-la-Plaine à Louresse-Rochemenier.
Son territoire se situe dans le parc naturel régional Loire-Anjou-Touraine.

## Toponymie
Attestée sous les formes De Ambelloo en 1010, Ambilloum en 1018, Ambelloo en  1077, Ambillioum vers 1150, Ambilou en 1240, Ambillou-de-la-Grézille , Ambillou-la-Grésille jusqu'en 1806, Ambillou jusqu'en 1922, Ambillou-Château en 1922.
Une explication veut que la commune conserve dans son nom le souvenir la tribu gauloise des ambilatri dont le nom signifie « ceux qui sont autour (« ambi ») de la Saône (« arar ») », évoquée brièvement par Jules César et Pline l'ancien dans leurs écrits.
Le deuxième élément fait référence à l'ancien château du seigneur René de Grézille.

## Histoire
Pendant la Première Guerre mondiale, 26 habitants perdent la vie. Lors de la Seconde Guerre mondiale, 2 habitants sont tués.

## Politique et administration

### Administration municipale

#### Administration actuelle
Depuis le 1er janvier 2016 Ambillou-Château constitue une commune déléguée au sein de la commune nouvelle de Tuffalun et dispose d'un maire délégué.
| Période                                  | Période        | Identité       | Étiquette | Qualité |
| ---------------------------------------- | -------------- | -------------- | --------- | ------- |
| janvier 2016                             | mai 2020       | Bernard Boutin |           |         |
| mai 2020                                 | septembre 2022 | Marc Martin    |           |         |
| mars 2023                                | en cours       | Noëlle Guibert |           |         |
| Les données manquantes sont à compléter. |                |                |           |         |

#### Administration ancienne
| Période        | Période       | Identité             | Étiquette | Qualité               |
| -------------- | ------------- | -------------------- | --------- | --------------------- |
| 1793           |               | Michel Nivelleau     |           |                       |
| 1795           |               | J.Hetreau            |           |                       |
| 1797           |               | Bascher              |           |                       |
| 1798           |               | Hetreau              |           |                       |
| 1799           |               | Bouzillé             |           |                       |
| 1807           |               | René Lamoureux       |           |                       |
| 1808           |               | Jean Touchais        |           |                       |
| février 1813   |               | Michel Dubois        |           |                       |
| 1813           |               | Georges Lege         |           |                       |
| 1830           |               | Pierre Cousin        |           |                       |
| 1837           |               | Etienne Robert Dugué |           |                       |
| 1838           |               | Louis Coizet Léger   |           |                       |
| 1845           |               | François Lebeau      |           |                       |
| 1848           |               | Auguste Coizet       |           |                       |
| 1865           |               | Joseph Beauchesne    |           |                       |
| 1871           |               | Jacques Laurendeau   |           |                       |
| 1881           |               | Noël Aution          |           |                       |
| 1884           |               | Emile Coizet         |           |                       |
| 1893           |               | René Thibault        |           |                       |
| 1904           |               | Eugène Chumeau       |           |                       |
| 1906           |               | René Percher         |           |                       |
| 1919           |               | Alfred Hetreau       |           |                       |
| 1935           |               | Maurice Orthion      |           |                       |
| 1940           |               | Maurice Ogereau      |           |                       |
| mars 1965      |               | Joseph Chargé        |           |                       |
| septembre 1966 |               | Louis Cordier        |           |                       |
| mars 1977      |               | Rémy Ogereau         |           |                       |
| mars 1995      | mars 2001     | Clotilde Lhumeau     |           | Pépiniériste          |
| mars 2001      | mars 2014     | Michel Ogereau       | DVD       | Retraité pépiniériste |
| mars 2014      | décembre 2015 | Bernard Boutin       |           |                       |

### Ancienne situation administrative
Jusqu'en 2015 la commune est membre de la communauté de communes du Gennois, elle-même membre du syndicat mixte Pays de Loire en Layon.

## Population et société

### Démographie

#### Évolution démographique
L'évolution du nombre d'habitants est connue à travers les recensements de la population effectués dans la commune depuis 1793. À partir du 1er janvier 2009, les populations légales des communes sont publiées annuellement dans le cadre d'un recensement qui repose désormais sur une collecte d'information annuelle, concernant successivement tous les territoires communaux au cours d'une période de cinq ans. 
Pour les communes de moins de 10 000 habitants, une enquête de recensement portant sur toute la population est réalisée tous les cinq ans, les populations légales des années intermédiaires étant quant à elles estimées par interpolation ou extrapolation. Pour la commune, le premier recensement exhaustif entrant dans le cadre du nouveau dispositif a été réalisé en 2004,.
En 2013, la commune comptait 941 habitants, en évolution de +1,18 % par rapport à 2008 (Maine-et-Loire : +3,3 %, France hors Mayotte : +2,49 %).
| 1793  | 1800  | 1806  | 1821  | 1831  | 1836  | 1841  | 1846  | 1851  |
| ----- | ----- | ----- | ----- | ----- | ----- | ----- | ----- | ----- |
| 1 011 | 1 036 | 1 015 | 1 075 | 1 128 | 1 095 | 1 112 | 1 113 | 1 081 |

| 1856  | 1861  | 1866  | 1872 | 1876 | 1881 | 1886 | 1891 | 1896 |
| ----- | ----- | ----- | ---- | ---- | ---- | ---- | ---- | ---- |
| 1 084 | 1 044 | 1 044 | 914  | 915  | 906  | 883  | 850  | 827  |

| 1901 | 1906 | 1911 | 1921 | 1926 | 1931 | 1936 | 1946 | 1954 |
| ---- | ---- | ---- | ---- | ---- | ---- | ---- | ---- | ---- |
| 809  | 816  | 755  | 667  | 722  | 692  | 679  | 649  | 737  |

| 1962 | 1968 | 1975 | 1982 | 1990 | 1999 | 2004 | 2009 | 2013 |
| ---- | ---- | ---- | ---- | ---- | ---- | ---- | ---- | ---- |
| 755  | 750  | 691  | 708  | 726  | 807  | 885  | 951  | 941  |

#### Pyramide des âges
La population de la commune est relativement âgée. Le taux de personnes d'un âge supérieur à 60 ans (23,6 %) est en effet supérieur au taux national (22,1 %) et au taux départemental (21,4 %).
Contrairement aux répartitions nationale et départementale, la population masculine de la commune est supérieure à la population féminine (50,9 % contre 48,4 % au niveau national et 48,6 % au niveau départemental).
La répartition de la population de la commune par tranches d'âge est, en 2008, la suivante :
- 50,9 % d’hommes (0 à 14 ans = 22,9 %, 15 à 29 ans = 15,5 %, 30 à 44 ans = 20 %, 45 à 59 ans = 20,2 %, plus de 60 ans = 21,3 %) ;
- 49,1 % de femmes (0 à 14 ans = 22,7 %, 15 à 29 ans = 15,8 %, 30 à 44 ans = 22,5 %, 45 à 59 ans = 14,1 %, plus de 60 ans = 24,8 %).

| Hommes | Classe d’âge | Femmes |
| ------ | ------------ | ------ |
| 0,2    | 90 ans ou +  | 1,1    |
| 8,9    | 75 à 89 ans  | 8,1    |
| 12,2   | 60 à 74 ans  | 15,6   |
| 20,2   | 45 à 59 ans  | 14,1   |
| 20,0   | 30 à 44 ans  | 22,5   |
| 15,5   | 15 à 29 ans  | 15,8   |
| 22,9   | 0 à 14 ans   | 22,7   |

| Hommes | Classe d’âge | Femmes |
| ------ | ------------ | ------ |
| 0,4    | 90 ans ou +  | 1,1    |
| 6,3    | 75 à 89 ans  | 9,5    |
| 12,1   | 60 à 74 ans  | 13,1   |
| 20,0   | 45 à 59 ans  | 19,4   |
| 20,3   | 30 à 44 ans  | 19,3   |
| 20,2   | 15 à 29 ans  | 18,9   |
| 20,7   | 0 à 14 ans   | 18,7   |

## Économie
Sur 98 établissements présents sur la commune à fin 2010, 45 % relevaient du secteur de l'agriculture (pour une moyenne de 17 % sur le département), 5 % du secteur de l'industrie, 5 % du secteur de la construction, 31 % de celui du commerce et des services et 14 % du secteur de l'administration et de la santé.

## Culture locale et patrimoine

### Lieux et monuments
- Château de la Grézille ;
- Croix de la Grézille. Cette croix, ancienne, a une forme particulière et rare.
- Dolmen du Bois Raymond

### Personnalités liées à la commune
- François Carpantier (1751-1813), curé constitutionnel d'Ambillou-Château, général de la Révolution et de l'Empire.